# Giulio Gavotti

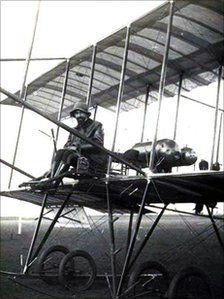
Giulio Gavotti em um biplano Farman em Roma (1910)

Giulio Gavotti (Gênova, 17 de outubro de 1882 — Gênova, 6 de outubro de 1939) foi um tenente e piloto italiano.

## Bombardeio aéreo
Em 1 de novembro de 1911, ele voou o primeiro modelo Etrich Taube monoplano contra militares otomanos na Líbia. Levou quatro granadas ("Cipelli") em uma bolsa de couro, cada uma do tamanho de uma toranja e pesando cerca de quatro quilos. Voando a uma altitude de 600 pés, Gavotti jogou a munição - três no oásis de Tagiura (Jagiura) e mais uma no acampamento militar em Ain Zara. Este evento é o primeiro ataque aéreo registrado lançado de um avião.
Depois desta e de outras missões, o Império Otomano emitiu um protesto. O lançamento de bombas de balões havia sido proibido pela Convenção de Haia de 1899, mas a Itália argumentou que essa proibição não se estendia a embarcações mais pesadas que o ar.
O mais antigo Etrich Taube preservado conhecido, em Viena, Áustria, é possivelmente um quase gêmeo da aeronave que Gavotti voou em 1911, já que ambos teriam sido alimentados com motores de quatro cilindros em linha refrigerados a líquido.

## Missão noturna
Gavotti realizou a histórica primeira missão noturna de uma aeronave mais pesada que o ar. Ocorreu como parte da mesma campanha na Líbia em 4 de março de 1912.